# Blackbolbus incertus
Blackbolbus incertus är en skalbaggsart som beskrevs av Henry Fuller Howden 1985. Blackbolbus incertus ingår i släktet Blackbolbus och familjen Bolboceratidae. Inga underarter finns listade.